# Intron
Ett intron är en del av nukleotid-sekvensen i DNA som transkriberas men sedan redigeras bort genom splitsning före translationen.
De delar av nukleotidsekvensen som verkligen kodar delar av proteinet kallas exoner.